# Risega
La riséga è un arretramento della faccia esterna o interna dei muri (per cui la parte di muro soprastante viene a essere meno spessa di quella sottostante corrispondente), spesso per procurare una superficie d'appoggio a delle travature (di solito lignee).
È una tecnica che si può riscontrare in abbondanza negli edifici storici, ma ormai superata dall'edilizia moderna a causa di problemi di antisismica e d'infiltrazioni d'acqua nelle travature e quindi nei muri.